# The Fighting Trail
Pour plus de détails, voir Fiche technique et Distribution.
The Fighting Trail est un film muet américain en 15 épisodes réalisé par William Duncan, sorti en 1917.

## Fiche technique
- Titre : The Fighting Trail
- Réalisation : William Duncan
- Scénario : James Stuart Blackton, Cyrus Townsend Brady, Edward J. Montagne, Garfield Thompson
- Photographie :
- Producteurs :
- Société de production : Vitagraph Company of America
- Distribution : Vitagraph Company of America
- Langue : film muet avec les intertitres en anglais
- Format : Noir et blanc — 35 mm — 1,33:1 — Muet
- Genre : Western
- Durée : 300 minutes (15 épisodes de 20 minutes)
- Dates de sortie : 
  - États-Unis : du 10 septembre 1917 (épisode 1) au 17 décembre 1917 (épisode 15)

## Distribution
- William Duncan : John Gwyn
- Carol Holloway : Nan
- George Holt :
- Joe Ryan :
- Walter Rodgers :
- Fred Burns :
- Otto Lederer :
- Charles Wheelock :